# مالبارتون، نورفک
مالبارتون (به انگلیسی: Mulbarton) یک محله مدنی و روستا در بریتانیا است که در South Norfolk واقع شده‌است. مالبارتون ۵٫۳۴ کیلومتر مربع مساحت و ۳٬۵۲۱ نفر جمعیت دارد.